# Sierra del Toloño
La sierra de Toloño (anterior y popularmente denominada sierra de Cantabria; en euskera Toloño mendilerroa) es un sistema montañoso del norte de España que atraviesa las provincias de Burgos, La Rioja, Álava y Navarra. Habitualmente se subdivide en tres partes: la propia sierra de Toloño, entre las Conchas de Haro y Peñacerrada, una zona sin sobrenombre llamada únicamente sierra de Cantabria y la sierra de Codés. Desde la Llanada alavesa, la sierra de Cantabria es el último límite natural antes de adentrarse en las vegas de la Rioja alavesa, en el valle del Ebro.
La cumbre más elevada de toda la sierra es el pico Larrasa (1455 m), también Falso Palomares, siendo el propio monte Toloño, con 1271 m.s.n.s., el techo de la parte occidental. Destaca por su relieve escarpado y rocoso en su vertiente meridional y por sus extensos hayedos en la vertiente septentrional. Desde lejos, el conjunto de cimas aparentan ser una única montaña muy voluminosa.

## Orónimo

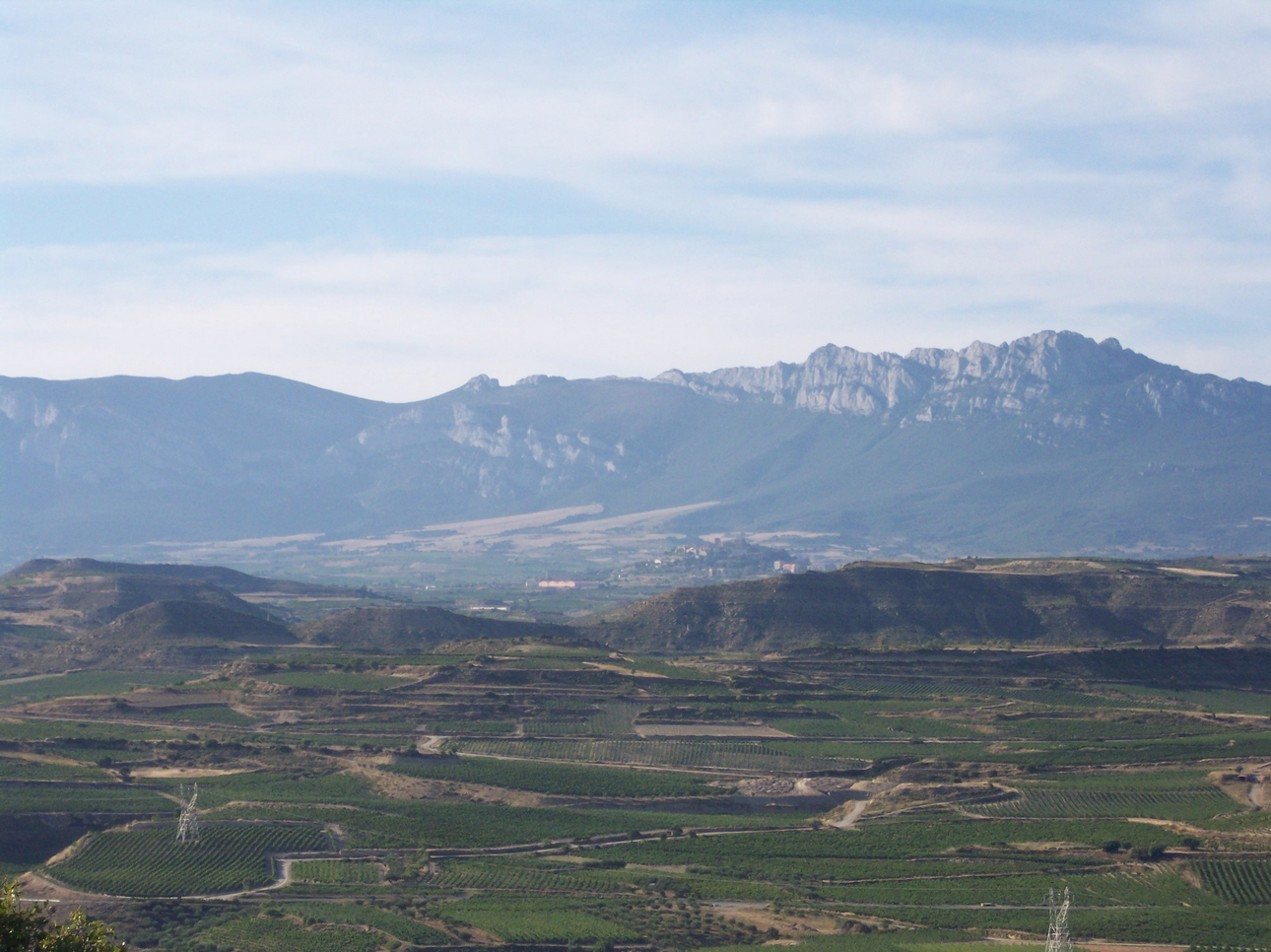
Laguardia con la sierra de Cantabria al fondo.

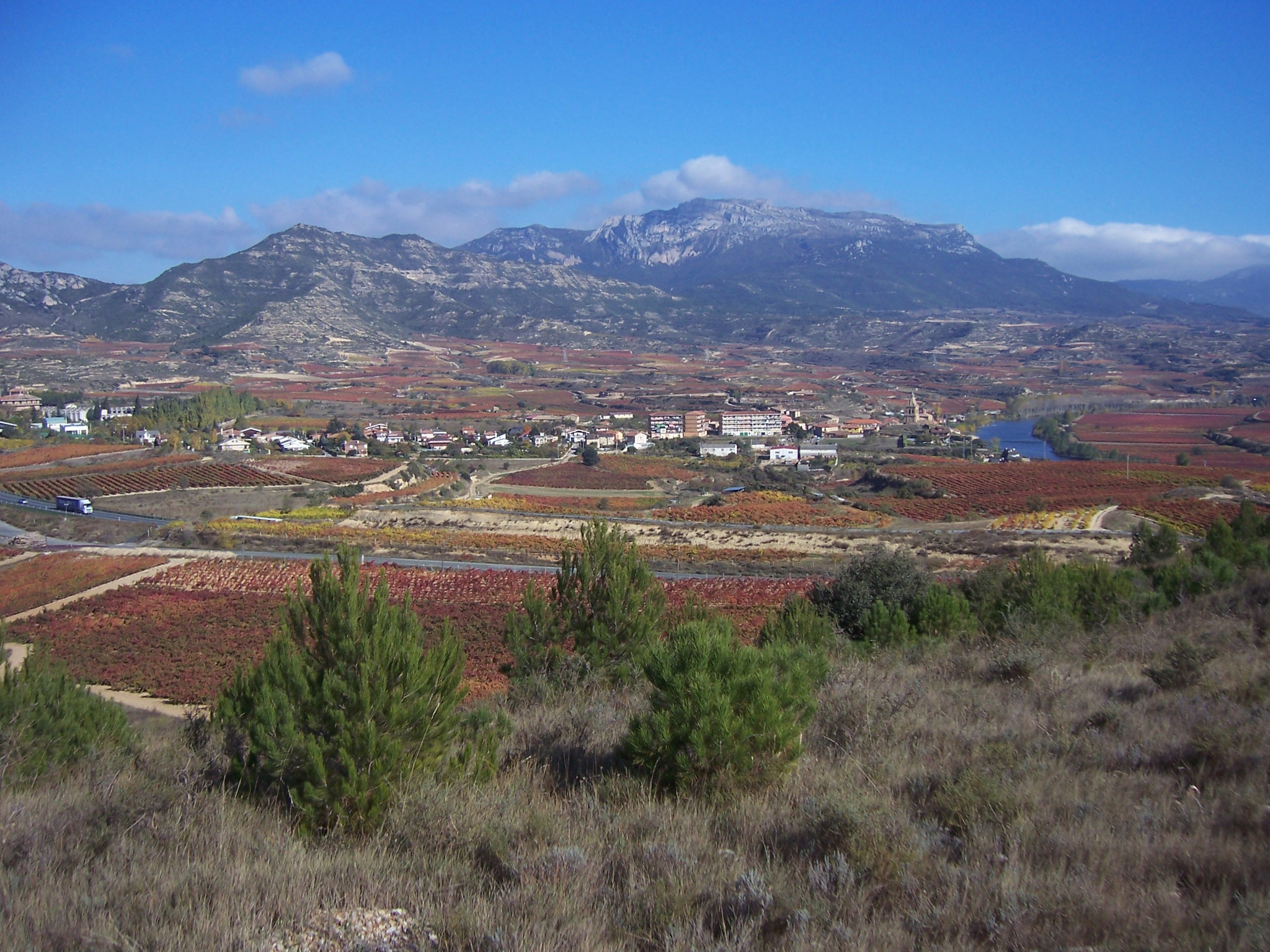
Briñas y al fondo la sierra de Toloño

El origen popular y uso local emplea la denominación sierra de Toloño, tal y como se registra desde el siglo XVII hasta la actualidad. El nombre de Toloño proviene de Tulonio, dios celtíbero emparentado con el dios celta galo Teutates, también llamado Tutatis.
El orónimo sierra de Cantabria tuvo un origen académico y exógeno.[cita requerida] El cartógrafo militar Francisco Coello usó la denominación Cordillera de Cantabria, pero tan solo aplicada a la vertiente norte del área centro-oriental de la sierra. Coello tomó la denominación cordillera de Cantabria del Diccionario de la Real Academia de la Historia en 1802, aunque el propio académico Martínez Marina se había referido a ella así en dicha obra: “«á la qual llamáron algunos Cantabria: este nombre no conviene propiamente sino á un cerro […] enfrente y á muy corta distancia de Logroño». Martínez Marina a su vez malinterpretaba en el diccionario una comunicación de Lorenzo de Prestamero que en realidad se refería al conjunto de montes o cordillera que se extienden desde los Pirineos hasta Santander y Asturias.
La cartografía del ejército posterior al mapa de Coello fue un factor principal en la paulatina difusión de los nombres cordillera Cantábrica y sierra de Cantabria en los medios oficiales, pero no en el uso popular ni local. En la década de los años setenta del siglo XX, los escritos de Gerardo López de Guereñu y Javier Malo influyeron notablemente en la propagación del nombre sierra de Cantabria entre senderistas y montañeros. Después del informe de González Salazar y el dictamen de la Real Academia de la Lengua Vasca - Euskaltzaindia en 1990, y debido al registro de la denominación sierra de Toloño como forma normativizada en la Base de Datos de Toponimia del Gobierno Vasco, su uso se está revitalizando y continúa aumentando su presencia en documentos cartográficos oficiales, publicaciones, guías culturales y medios de comunicación.
En abril de 2018 la Delegación del Gobierno en el País Vasco, dirigida por el popular Javier de Andrés, realizó una consulta al Instituto Geográfico Nacional (IGN) ante «la disparidad de criterios existentes en la denominación del accidente montañoso» haciendo mención al mapa provincial de Álava a escala 1:200.000 producido por el IGN, para el que consideraba el nombre de Sierra de Cantabria como el más adecuado. El IGN inició un procedimiento para determinar el topónimo oficial.
A la vista de la diversidad de nombres asignados a este accidente geográfico a lo largo del tiempo en diversas cartografías y nomenclátores, y debido a la ausencia de un nombre establecido oficialmente, el IGN inició en mayo de 2018 el procedimiento para la determinación del topónimo oficial. En agosto de 2018, el IGN resolvió establecer, para todas las escalas, la denominación oficial «Sierra de Toloño» para la sierra que discurre desde el municipio alavés de Labastida/Bastida hasta el municipio navarro de Lapoblación. Esta sierra se correspondería con las dos primeras unidades morfográficas en que se divide la alineación montañosa considerada en su conjunto. La denominación «Sierra de Toloño» es la que debe utilizarse en la cartografía oficial producida por las administraciones públicas integradas en el Sistema Cartográfico Nacional (la del Estado, en todo caso, y las de las tres CC. AA. interesadas. Se incluyeron como variantes 'Sierra de Cantabria' y 'Toloño Mendilerroa', denominaciones calificadas de uso menor o restringido frente al preferente.
Desde el cambio de denominación hay ayuntamientos, colectivos y personas que reivindican la denominación de Sierra de Cantabria, o que conviva con Toloño-Sierra de Cantabria porque en los pueblos, en los mapas y en el monte se le llama, indistintamente, Sierra de Cantabria o de Toloño.

## Descripción geomorfológica
Se extiende de oeste a este, separando la Llanada Alavesa al norte de La Rioja al sur. El río Ebro en su entrada en La Rioja separa la sierra de Cantabria de los montes Obarenes, elevándose desde sus orillas sobre tierras alavesas. La sierra de Cantabria separa la Rioja Alavesa del resto de Álava, en la denominada Sonsierra.  Destaca por su relieve escarpado y rocoso en su vertiente sur y por sus extensos hayedos en la vertiente norte.

### Aspectos geológicos
Relacionando la sierra de Cantabria con las cadenas externas sur-pirenaicas aparece como una sierra subsidiaría de la pirenaico-cantábrica como muestra el alineamiento este-oeste de todas ellas. Constituye el extremo suroccidental de la gran unidad morfoestructural pirenaica. Presenta una estructura tectónica muy compleja.
Su complejidad se plasma en una morfología de crestas muy afiladas con pendientes y desniveles muy pronunciados de alrededor de 500 metros en su vertiente septentrional y unos 700 metros en la meridional.

La Sierra de Cantabria puede considerarse como un caso particular de relieve de tipo jurásico, debido fundamentalmente al fuerte contraste de resistencia entre las calizas cretácicas que aparecen en el bloque superior del cabalgamiento que constituye el frente de la Sierra de Cantabria y los sedimentos detríticos de la cuenca del Ebro. En conjunto, la práctica totalidad de la Sierra de Cantabria se puede considerar como un gran relieve en cuesta, con la cresta en la cara sur y la cuesta morfológica en la cara norte. Esta cuesta llega a convertirse en un relieve de tipo hog-back en las zonas de fuerte buzamiento de las calizas. El contraste de precipitaciones entre las dos vertientes acentúa más aún las diferencias debidas al sustrato geológico.
 Casas Sainz, Antonio M. & Gil Imaz, Andrés & Muñoz Jiménez, Arsenio:
“La Rioja: Geología y paisaje”.

Los materiales dominantes son calcáreos aunque también afloran otros más antiguos, superpuestos sobre areniscas y margas del terciario continental de la depresión del Ebro.

La denominada Franja Móvil de la Sierra de Cantabria – Montes Obarenes (Ramírez del Pozo, 1973), se extiende desde el Diapiro de Estella hasta la Plataforma de La Lora y representa el límite meridional de la Cuenca Vasco - Cantábrica. A favor de este importante accidente los materiales meso-cenozoicos alpinos cabalgan sobre los materiales terciarios continentales post-alpinos de la Depresión del Ebro. Por tanto, la Sierra de Cantabria limita el contacto de la Cuenca Vasco- Cantábrica con su antepaís representado por la Cuenca del Ebro.
 Martínez-Torres, L.M.: “Corte balanceado de la Sierra Cantabria (cabalgamiento de la Cuenca Vasco-Cantábrica sobre la Cuenca del Ebro).

Se trata de un relieve en el que destacan algunos cerros labrados en areniscas que han quedado en resalte por la acción de la erosión diferencial al actuar sobre los bancos de arcillas y arenas. Morfológicamente hay que destacar el desarrollo de varios niveles de glacis y terrazas asociados al río Ebro, que en este sector presenta un curso formando meandros bastante pronunciados.

#### Sedimentos
Las fuertes laderas de la sierra surgen de un plegamiento de materiales mesozoicos y terciarios en dirección este-oeste.
De la era Mesozoica aparecen estratos de sus tres periodos.
En el período Triásico:

El Triásico está representado por materiales aarcillo-margosos y evaporíticos (sal en profundidad), que afloran de forma diapírica (Ocio, Peñacerrada, etcétrera) en la Franja móvil de la Sierra de Cantabria. El techo del Triásico se cartografía con el Lías Inferior en una unidad comprensiva de edad Rethiense-Sinemuriense Medio.(…)
Keuper. Aflora de forma diapírica en las zonas de Ocio-Salinas de Buradón (ángulo NO. de la Hoja), Peñacerrada (zona centro-norte) en un pequeño asomo en la zona de Pipaón (X: 687.500; Y:890.900) y en el borde del cabalgamiento principal de la Sierra de Cantabria, en la zona de las “Conchas de Haro” (X: 670.600; Y: 890.700). Son siempre margas y arcillas abigarradas con yesos versicolores, que indudablemente contienen sales en profundidad. Ocasionalmente existen afloramientos de rocas subvolcánicas que están compuestas por piroxenos y plagioclasas, con composición basáltiva y textura ofítica y que normalmente se encuentran canteradas (X: 668.800; Y: 891.750; X: 678.650; Y: 892.700).
Portero García, José M. & Ramirez del Pozo, José & Aguilar Tomás, Mariano J. : MGE. 1:50.000. Haro.  170 (22-09).

En la estratigrafía aflora facies del Jurásico:

A lo largo del Lías Inferior (Hettangiense-Sinemuriense), las condiciones de sedimentación permiten el depósito de litofacies marinas propias de la zona costera en una cuenca carbonatada. Se trata de intrasparitas, oosparitas, dolomías y calizas dolomíticas; estas dos últimas, muy abundantes. Tal puede observarse en los afloramientos de la Sierra de Cantabria (Montoria) y en el núcleo anticlinal de Nogaro. La textura de las calizas esparíticas indica sin lugar a dudas que su depósito ha tenido lugar en un medio de alto nivel de energía mecánica, probablemente de aguas someras. Lo dicho anteriormente es igualmente válido para el aflorameinto jurásico al sur de Peñacerrada, sobre la Sierra de Cantabría. (…) De este modo los materiales carbonatados existentes en los afloramientos de la Sierra de Cantabria presentan un conjunto de biomicritas y esparitas con matriz micrítica, las cuales se depositan en un ambiente marino-costero, cuyo fondo queda fuera del alcance del defecto del oleaje normal, aunque pueden existir corrientes, las cuales lavan sólo parcialmente los sedimentos de su fracción más fina –o matriz- arcilloso-calcárea. A tal tipo de zona la denominamos costera interior. Las asociaciones que constituyen la microfauna del Pliensbaquiense y Toarciense, según C.I.E.P.S.A.-VITORIA (1965) son las siguientes: Lingula pupa; L. tenera; Frondicularia sulfata; F. dubia; Dentina terquemi; Cristellaria (Astacolus) speciosa; Marginulina prima.
 García Rodrigo, B. &  Fernández Álvarez, José Manuel: Estudio geológico de la provincia de Álava.

También aparece estratigrafía del Cretácico:

La mayor parte del Cretácico inferior (Berriasente-Neocomiense-Barremiense-Aptense) presenta una facies idéntica a la del Malm, es decir, de tipo wráldico, aunque parte del Aptense se halla representado por calizas arrecifales. El progresivo hundimiento de la cuenca determina una sedimentación ya francamente marina durante el Albense, aunque sólo en la parte superior de la sucesión aparecen caracteres francos de plataforma. De todos modos, hacia el oeste se instala una facies costera a lo largo de toda la sucesión, y lo mismo ocurre hacia la alineación de la Sierra de Cantabria. Estos depósitos pueden tener carácter muy somero e incluso continental-marino (estuarios, marismas, etc,).
 García Rodrigo, B. &  Fernández Álvarez, José Manuel: Estudio geológico de la provincia de Álava.

#### Borde antigua cuenca marina

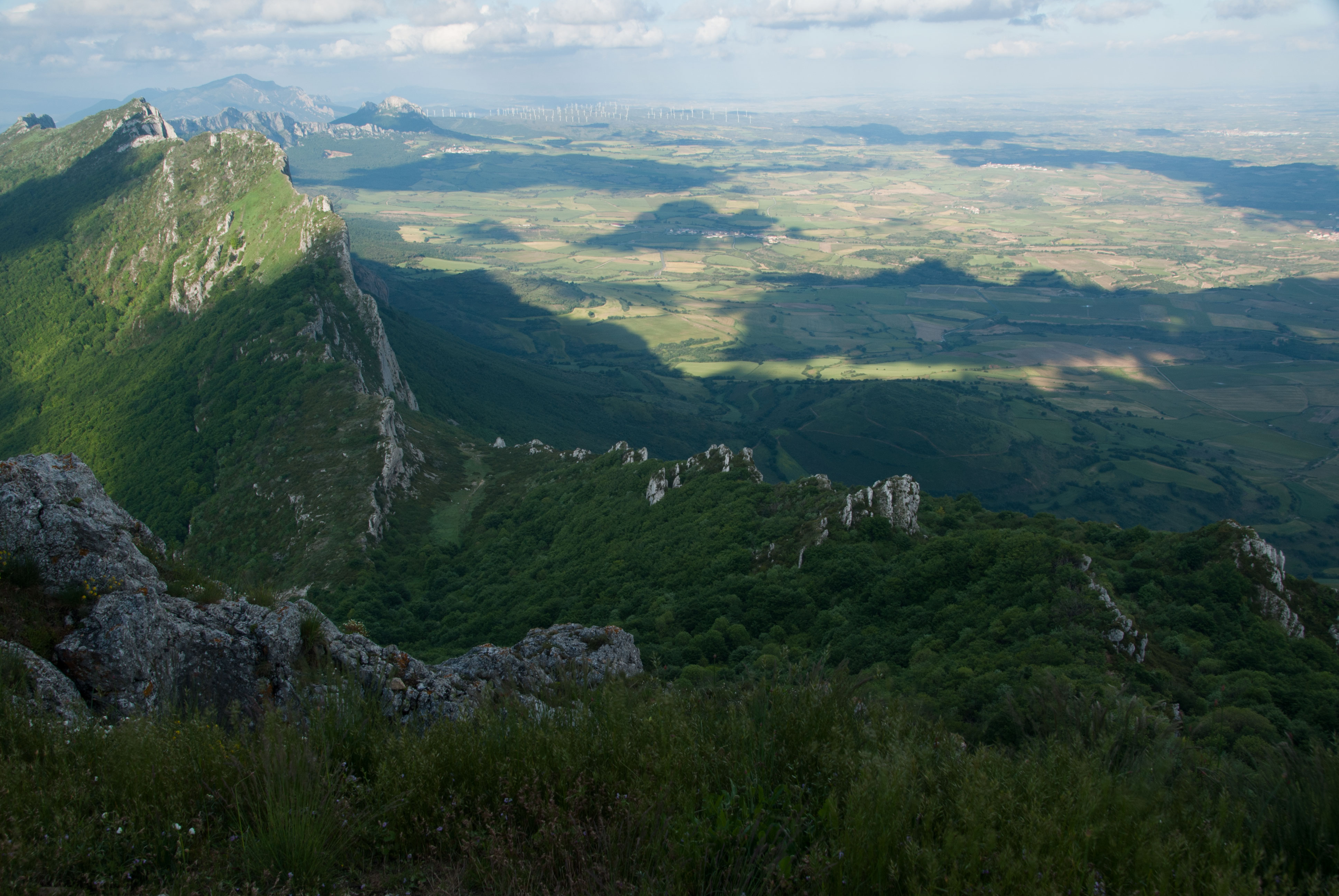
Panorámica del valle del Ebro en la Rioja desde la sierra de Cantabria.

Insistiendo más en la importancia que tuvo hace millones de años el mar se vuelve a mostrar en el antiguo Macizo del Ebro ya emergido. La línea de costa inmediatamente al sur de la sierra de Cantabria como muestran sus componentes carbonatados.

Tal ocurre a nuestro juicio en los bordes norte y sur de la Cuenca Alavesa, es decir, en Sierra de Cantabria y en el anticlinal Aramayona-Aitzgorri. En su conjunto el dispositivo de bloque hundidos, que han dado lugar al establecimiento de una cuenca marina en el área de Álava, emerge ahora al tiempo que los antiguos macizos, del del Ebro y el Vizcaíno, se hunden. El Macizo del Ebro queda cabalgado tanto por su borde norte en Sierra de Cantabria como por su borde sur por la Sierra de la Demanda.
García Rodrigo, B. &  Fernández Álvarez, José Manuel: Estudio geológico de la provincia de Álava.

La tectónica de fractura se muestra en la situación de las fallas de componente horizontal mostrando desgarres tanto en la deformación de alineaciones cuya alineación aparente es la este-oeste, como en la distribución de los diapiros.
A finales del Terciario, como consecuencia del hundimiento del Mediterráneo y la elevación de la península ibérica, la cuenca del Ebro pierde su carácter endorreico al producirse la salida del Ebro al mar. A partir de ese momento se comienza a organizar la configuración actual del relieve muy similar a como lo conocemos. Fue importante la sedimentación del Terciario continental y la evolución del substrato del mismo, primero de elevación durante la fase de rift prealpino y luego de subsidencia durante la de fase de compresión.

El conjunto de sus vertientes adquiere formas cóncavas o rectilíneas en las partes bajas. En la parte alta los predominantes materiales calizos se hallan en dos bandas, la más septentrional, prolongación de la Peña del Castillo, y la meridional, de menor relieve, que prosigue hacia Palomares. Entre las dos queda una intercalación margosa que conforma un área deprimida que es un paso natural hacia La Rioja y se conoce como Puerto del Toro.
Sáenz de Olazagoitia Blanco, Ana: “Espacios de interés geomorfológico en Álava”.

En la era Cenozoica en la época del Oligoceno y Mioceno los sistemas lacustres han dejado constancia es estos lugares.

### Petrografía
Las calizas de las crestas, tectonizadas y dolomitizadas en muchos puntos, tienen colores cremas o blancos y suelen estar constituidas por acumulación de fragmentos fósiles, especialmente lamelibranquios, ostreidos y diversos foraminíferos. También aparecen margas y conglomerados.

En el extremo este de la Sierra de Cantabria, la vertiente norte desciende hacia la depresión de Bernedo, de fondo plano labrado en lutitas, arcillas y materiales aluviales, donde destaca el desfiladero de Angostina. Se trata de una cluse en la que el río Ega ha cortado la estructura anticlinal de rocas calizas resistentes, originando una estrecha foz de paredes rocosas subverticales.”
Sáenz de Olazagoitia Blanco, Ana: “Espacios de interés geomorfológico en Álava”.

En la ladera meridional se ha origina un relieve suave y ondulado, orientado hacia el sur o sursudoeste. Los suelos, de composición arcilloso-calcárea, pobres en materia orgánica, nutrientes y sales minerales. La abundancia de cantos rodados, restos de aluvión y grava proporcionan un drenaje y una retención hídrica óptima para cultivos tan típicos como las vides.

### Sectores
«La Sierra de Cantabria está comprendida entre las Conchas de Haro y Lapoblación, en Navarra. Se pueden distinguir en ella tres sectores: occidental, central y oriental». Por tanto se diferencian tres estructuras.

#### Sector occidental

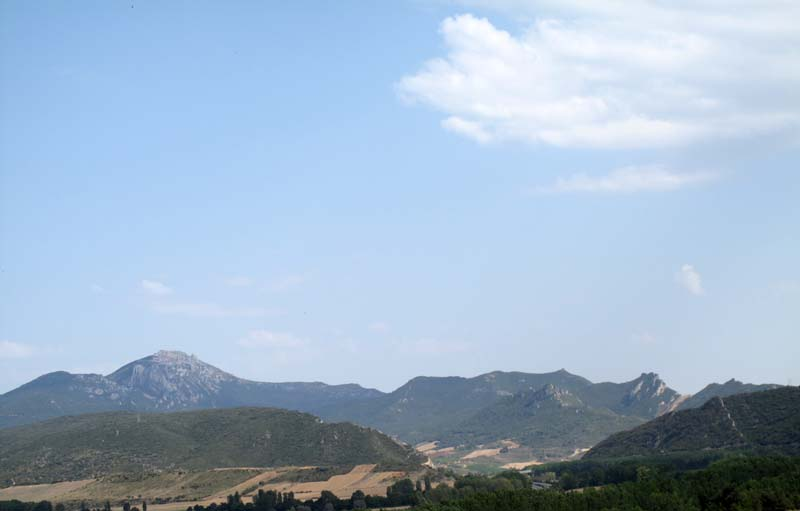
Vista del monte Toloño desde la localidad de Ircio (Miranda de Ebro).

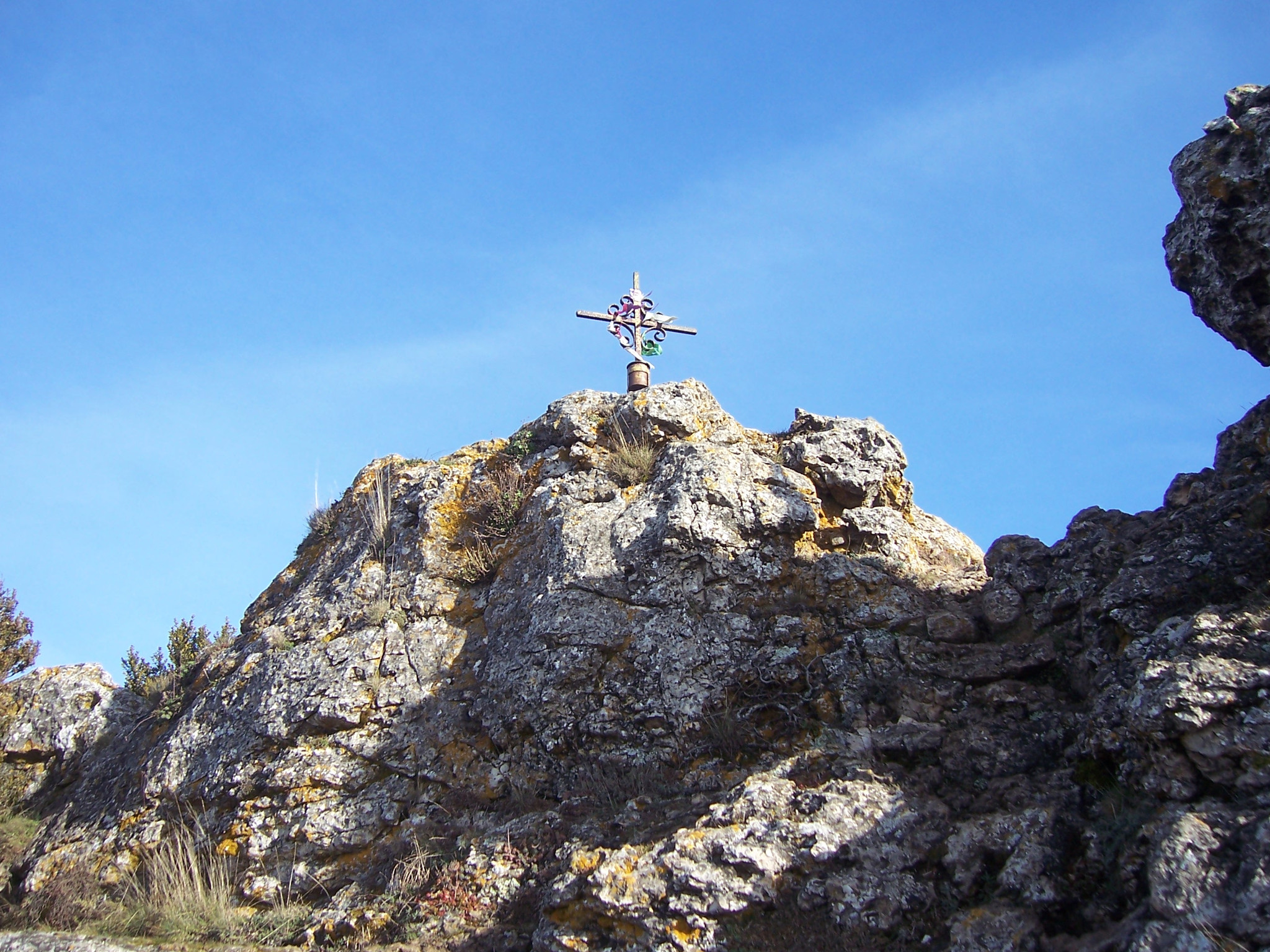
Cruz sobre la cima del Toloño.

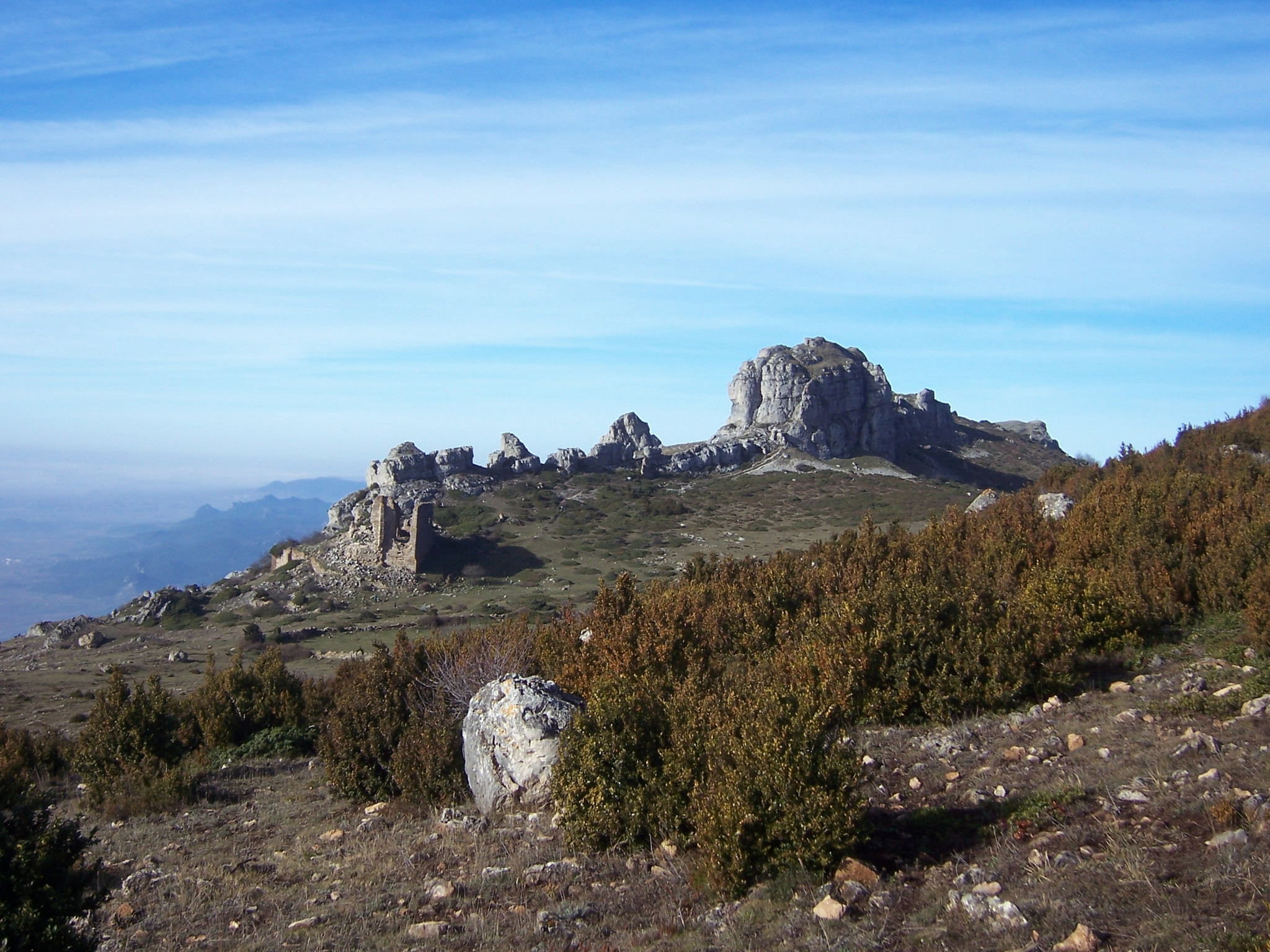
A la izquierda restos del Santuario de Toloño: lo más elevado es la peña del Castillo; al fondo, a la derecha, la peña Las Doce.

También denominado sierra/macizo de Toloño. Es el macizo más occidental y más norteño de esta zona geográfica. Toloño es un monte elevado. Con tal denominación se han incluido dentro del orónimo sierra/macizo de Toloño los montes y alturas que rodean al monte Toloño.  Tales montes y alturas las citamos a continuación. El macizo de Toloño propiamente dicho está entre Labastida, Salinillas de Buradón, Berganzo, Peñacerrada y Rivas de Tereso.
El área geográfica incluye las cumbres desde el puerto de Rivas de Tereso- Peñacerrada-Urizaharra hacia el oeste. Desde el punto de vista geológico está constituida por calizas cenomanenses, con inclusión de calizas y margas senonenses, terrenos cretácicos. En el extremo occidental de Salinillas de Buradón afloran rocas triásicas que se extienden por el norte hasta Ocio.
Sus cumbres más significativas son las siguientes:
- Peña Las Doce (1252 m),[49] llamada así por la sombra que proyecta al mediodía;
- Peña La Tortuga (1255 m),[50] por la forma de tortuga de una roca en la cima;
- Peña del Castillo (1262 m), dado que albergó un pequeño castillo; es de difícil acceso;
- Monte Toloño (1271 m), la cumbre más elevada de este sector occidental,[7] es una montaña descarnada, con orientación sur y vegetación mediterránea; unos 20 m  más al Este se halla el límite con La Rioja y a unos 250 m al sureste, a 1264 m, se encuentra el vértice geodésico de primer orden de Toloño;
- Peña del León (1221 m), perteneciente a La Rioja;
- El Serón (1114 m), aislado, la más septentrional de las que aquí se citan;
- Peña Bonbalatx (1221 m)[51]
- Peña Colorada (1015 m), por su tonalidad anaranjado-rojiza.[52]

#### Sector central
Incluye el área geográfica desde el puerto de Rivas de Tereso – Peñacerrada -Urizaharra al oeste hasta el pico Payo Redondo,  Peña Alta y el puerto de Meano como límite en el este, ya en Navarra.
De oeste a este sus cumbres más significativas son:
- Atxabal (1171 m), al que se accede a través del portillo de Atau, antiguo camino de arrieros que unía Peciña en La Rioja y Montoria en Álava.[54]
- San León (1220 m)
- Dehesarroque (1270 m)
- Eskamelo (1290 m)
- Castillo de Vallehermosa (1257 m)
- Peña Roja (1285 m)
- Peña Artesilla (1341 m)
- Cervera-Zerbera (1306 m)[55]
- Recilla-Errezilla (1381 m)[56]
- Palomares occidental (1387 m)
- Palomares (1436 m)[57]
- Larrasa (1455 m), también Falso Palomares, el punto más alto de toda la sierra;[6]
- Cruz del Castillo (1431 m)[58]
- Peña del León (1389 m)[59]
- San Tirso (1234 m)[60][61]
- Alto del Avellanal Alto (1157 m)
- Payo Redondo (1217 m)
- Peña Alta (1247 m)[62]

#### Sector oriental
Este sector ya en Navarra. Por el norte está el pueblo de Marañón.  Por el sur  Meano y Lapoblación.
- Lapoblación (1245 m), que recibe su nombre por estar en Lapoblación. También se denomina Peña del Castillo, ya que en su cumbre existió una fortificación, la Picota o El León Dormido. Este último debido a que la vista que ofrece desde Logroño, Oyón o Viana, en un juego de imaginación, parece un león recostado sobre el llano. Desde su cumbre, en días despejados se divisan unas panorámicas excepcionales; se puede ver el Moncayo, Sierra de la Hez, sierra de Cameros, sierra Cebollera, Picos de Urbión, sierra de la Demanda, la sierra de Codés, y los Pirineos.
- El Tajo (1200 m).

## Escuelas de escalada

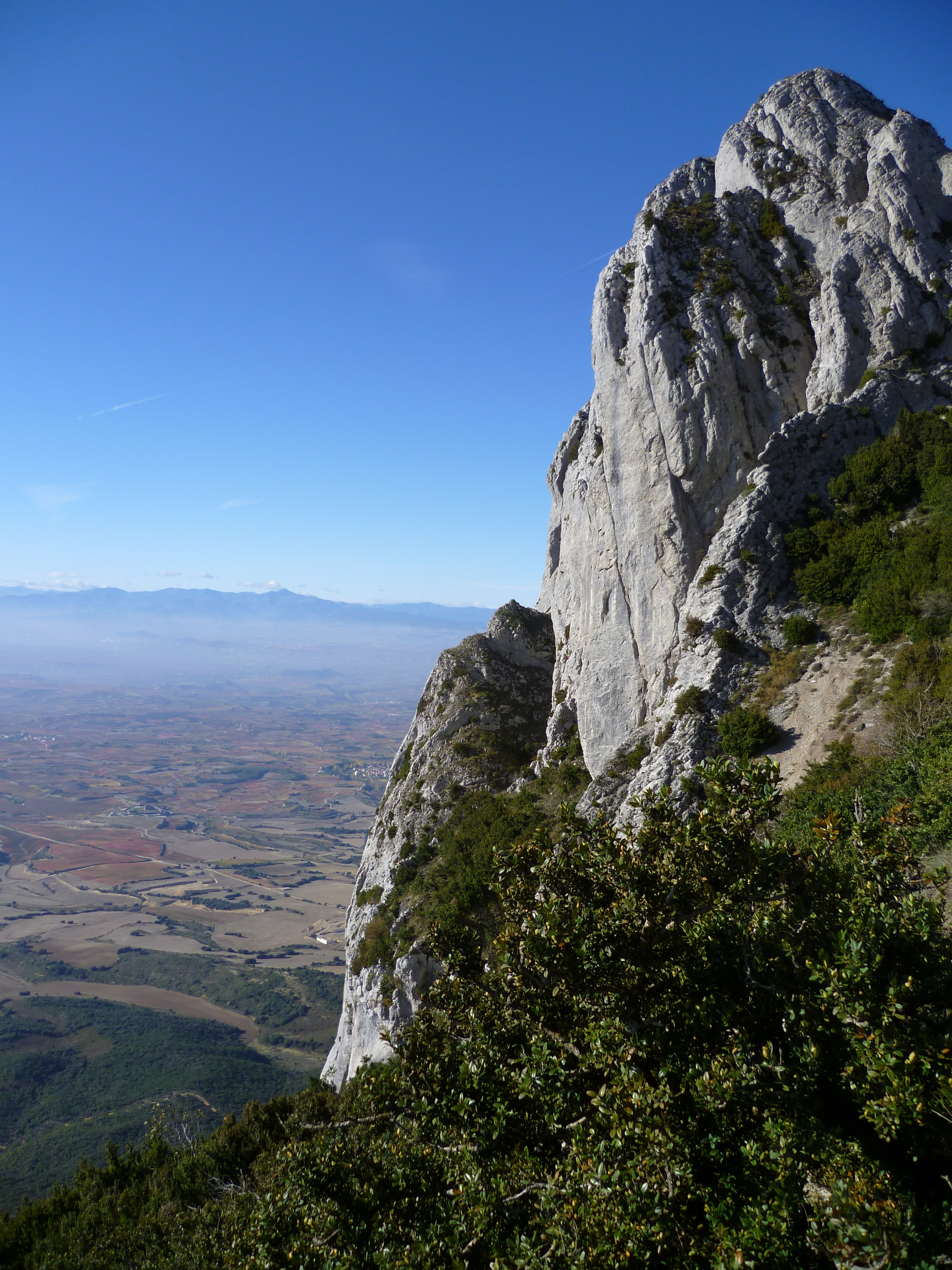
La sierra de Cantabria es área idónea para montañeros y escaladores.

Tradicionalmente la sierra de Cantabria ha sido un lugar de escaladas de montañeros riojanos, navarros y alaveses. Una clásica es la ascensión a pico Palomares a través de la cresta que lo une con el collado de Recilla. La vía Sartara, que asciende por la cara sur del macizo de La Rasa, es un clásico pocas veces repetido. En los últimos años el sector más oriental, de Peñalta y Monte el Tajo, reúne vías de dificultad que siguen creciendo en número.
También resulta ser una zona de agradables paseos montañeros con ascensiones de mediana dificultad a sus cumbres.

## Clima
La disposición estructural dirección este-oeste condiciona el clima no sólo el de su área sino el de la Llanada Alavesa y el de La Rioja Alta. La sierra de Cantabria forma una barrera natural que impide la penetración de la influencia que las bajas presiones procedentes del océano Atlántico y del mar Cantábrico; en consecuencia la vertiente norte es mucho más lluvioso que las áreas del sur.
Actúa como una barrera climática. Se produce un efecto de sombra orográfica al sur de la misma quedando retenidas en la cara norte buena parte de las nubes cargadas de humedad que llegan desde el Cantábrico y que vienen impulsadas por vientos dominantes del noroeste. Los frentes cálidos y fríos van descargando buena parte de su humedad al chocar con las distintas sierras del noroeste peninsular y en esta sierra encuentran otro obstáculo. El efecto de pantalla pluviométrica provoca que las precipitaciones en la Sonsierra sean mucho menores y determinen los contrastes paisajísticos.
A pesar de todo, algunas áreas no suelen superar los 300 l x m² de lluvia útil.
Esta sierra,  con cumbres de 1200 metros de altitud, protege de los fríos vientos del norte y dota a las tierras del sur de un clima de carácter mediterráneo-continental, caracterizado por inviernos fríos (media de 7 - 8 °C), heladas frecuentes y veranos cálidos (media en torno a los 23 °C). Así pues la zona muestra características del clima mediterráneo, continental y atlántico.
La alineación montañosa aísla a La Rioja de la influencia marítima. Las precipitaciones, que se producen principalmente en primavera y otoño, oscilan entre los 400 l x m² anuales en las proximidades del Ebro y los 900 l x m²    en las zonas de mayor altitud.

## Hidrografía
Esta sierra no condiciona la cuenca a la que vierten sus aguas los diversos ríos que en ella nace. Todos vierten sus aguas a la cuenca del Ebro pues a él fluyen como afluentes de primer, segundo o tercer orden. Por tanto todos pertenecen a la cuenca del Ebro en su margen izquierda.
En la ladera norte de la sierra de Cantabria dos ríos drenan esta área. Son el río Inglares y el río Ega. La cuenca alta de ambos la separa el Monte Semendia de 1.042 m. Los manantiales son muy abundantes en esta ladera; tienen variaciones de su caudal dependiendo de las precipitaciones.
Río Inglares. Nace en las proximidades del Monte San León en Pipaón, discurriendo de este a oeste hasta desembocar en las proximidades de Santa Cruz del Fierro. Atraviesa Peñacerrada-Urizaharra, Berganzo y Ocio.  Como afluentes tiene el San Baúles, Arambalza, Niguaran, Santiama, San Vicente, Los Loros, Articuacha, Salsipuede, río del Molina y río de la Mina. Drena una parte muy importante de la unidad hidrogeológica Sierra de Cantabria.
Río Ega. La fuente de San Bartolomé y la fuente de la Fábrica dan origen a este río. Desde Lagrán recorre de oeste a este la vertiente norte de esta sierra pasando por  Marañón. A él también vierte aguas la ladera norte de la sierra de Codés.
En la ladera orientada al sur hay barrancos, arroyos y ríos que no siempre llevan agua como a ello alude a veces su hidrónimo. De oeste a este entre otros discurren los siguientes:
Entre Briñas y Labastida discurre el Arroyo del Valle. Luego el Barranco Bardallo. El barranco Valseca nace en las proximidades de Rivas de Tereso al igual que el barranco La Sota; este último de corto recorrido hasta desaguar en el Barranco Rueda de Toloño, próximo a San Vicente de la Sonsierra.
Más hacia el este fluye el Riera la Canoca que pasa por Peciña. Hacia el este está Arroyo Hondo que discurre al lado de Ábalos. En Samaniego nace el Arroyo de Majahonda y el Arroyo Herrera. Este último desemboca en Baños de Ebro al igual que el Río Salado.

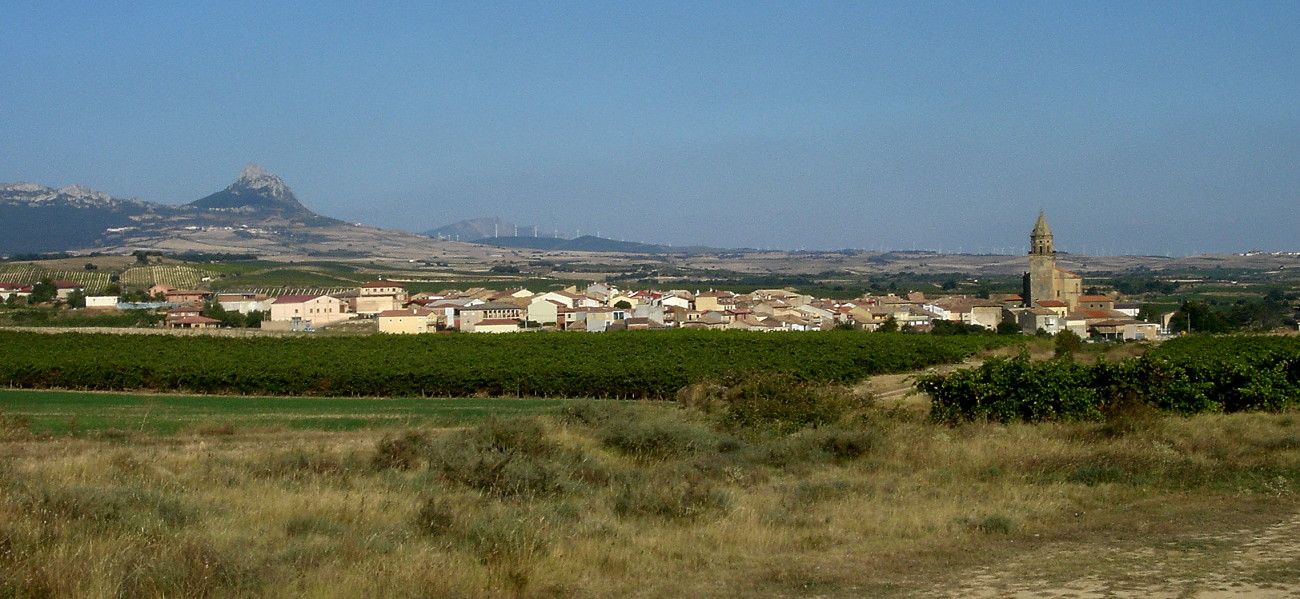
Elvillar. Al fondo el monte Lapoblacion.

Por Leza pasa el Río Mayor que pasa por Navaridas. Antes de llegar al Ebro en Elciego desemboca en él el Río Rubialgas y el Barranco de Rioseco. En Lapuebla de Labarca desemboca el Barranco del Valle que antes pasa por Laguardia. Luego hacia el este el Río San Ginés y Río Uneba que pasa por Elvillar y que desemboca en el Río Galijo al igual que el Río Vinaspre formando el Río Assa cuando llegan a El Campillar. Hacia el este el Barranco de Formosa.
Por Yécora Río Grande de la Solana y el Río Conchaval que llega a  Oyón  donde también está el Río de los Pozos. Por  Barriobusto pasa el Río de Valdebuesa que desemboca en el Río Barriobusto. Éste y el Río Horcajo también afluente del Barriobusto en Moreda de Álava se unen y el Río Perezuela lleva sus aguas al Ebro.
Antes se ha señalado cómo influye en el clima y la pluviometría de esta extensa área geográfica.
«La unidad hidrogeológica de la Sierra de Cantabria presenta un gran número de captaciones fundamentales».
En definitiva, la sierra ha condicionado los cursos de agua tanto al norte como al sur aunque unos y otros vierten sus aguas al Ebro.

## Biota
La sierra de Cantabria es un mosaico variado de condiciones ambientales lo cual condiciona las diferentes especies tanto botánicas como zoológicas que en ella se desarrollan. Producto de su acción sobre la circulación de la atmósfera en superficie se han generado diferentes ecosistemas.Esta sierra actúa como una barrera bioclimática.

### Botánica
Cubierto en su ladera septentrional por bosques frondosos, representa una de las áreas de mayor valor natural de Álava. Constituye una importante barrera biogeográfica. La vegetación es densa y variada, predominando el bosque caducifolio. Se dan robledales, hayedos,  marojales, brezales y avellanos. En las proximidades de los cursos de agua se genera un bosque de ribera con alisos ( Alnus glutinosa), acompañado de  fresnos, alamedas (Populus alba), choperas (Populus nigra), saucedas (Salix alba) y fresnedales de hoja estrecha (Fraxinus angustifolia). En las orillas pedregosas se forman saucedas y mimbres (Salix purpurea).
En las estribaciones occidentales las masas de roble en la zona de Montoria y haya alternan con masas de brezal y pequeñas extensiones de praderas. Con frecuencia predomina el hayedo, como el de Lagrán,  a menudo asociado con boj, que llega hasta la base rocosa, llegando el boj hasta la cresta.
La ladera meridional tiene menos arbolado. Predominan los madroñales en contacto directo con hayedos pobres; es frecuente la gayuba (Arctossaphykis uvaursi) que cubre laderas muy pendientes y sometidas a la erosión. También hay bosque caducifolio en las áreas más elevadas pero menos frondoso que en la ladera septentrional. Según se va descendiendo empieza una vegetación de tipo mediterráneo constituida por quejigales y carrascales, al aumentar la aridez climática, el carrascal se presenta con abundante coscoja. En general no se encuentran bosques extensos, sino pequeñas manchas.
Alternan los bosques de carrasca, que en su momento era la vegetación primitiva de toda la zona, con pino de repoblación, especialmente en zonas más bajas. La vegetación es densa y variada. En los terrenos más estables y secos, hasta una altitud de 900 metros, se hallan comunidades dominadas por un carrascal seco de encina carrasca ( ilex rotundifolia) con boj  (Buxus sempervirens). En las zonas más frescas y encajonadas se observan quejigales (Quercus faginea). Son enclaves de interés natural los carrascales de Leza, además de “otras masas forestales y bosquetes distribuidos tanto en la zona central del área funcional”. También aparecen algunas masas espontáneas y relictas de pino carrasco (Pinus halepensis). También los tejos aunque de manera marginal.
La pluviometría primaveral determina un tipo de vegetación submediterránea con el predominio del boj y del madroño en algunos valles.
La importancia de la vegetación asociada a los cursos de agua permanentes es destacada. Ese interés se mantiene.

### Avifauna
Estos escarpados montes son el hábitat de muchas rapaces como el alimoche, halcón peregrino, águila real, buitre leonado, águila perdicera y búho real. Junto con los montes Obarenes, constituye una zona de especial protección para las aves (ZEPA) de la Red Natura 2000, con una superficie protegida de 5162 ha.

## Antropización inicial

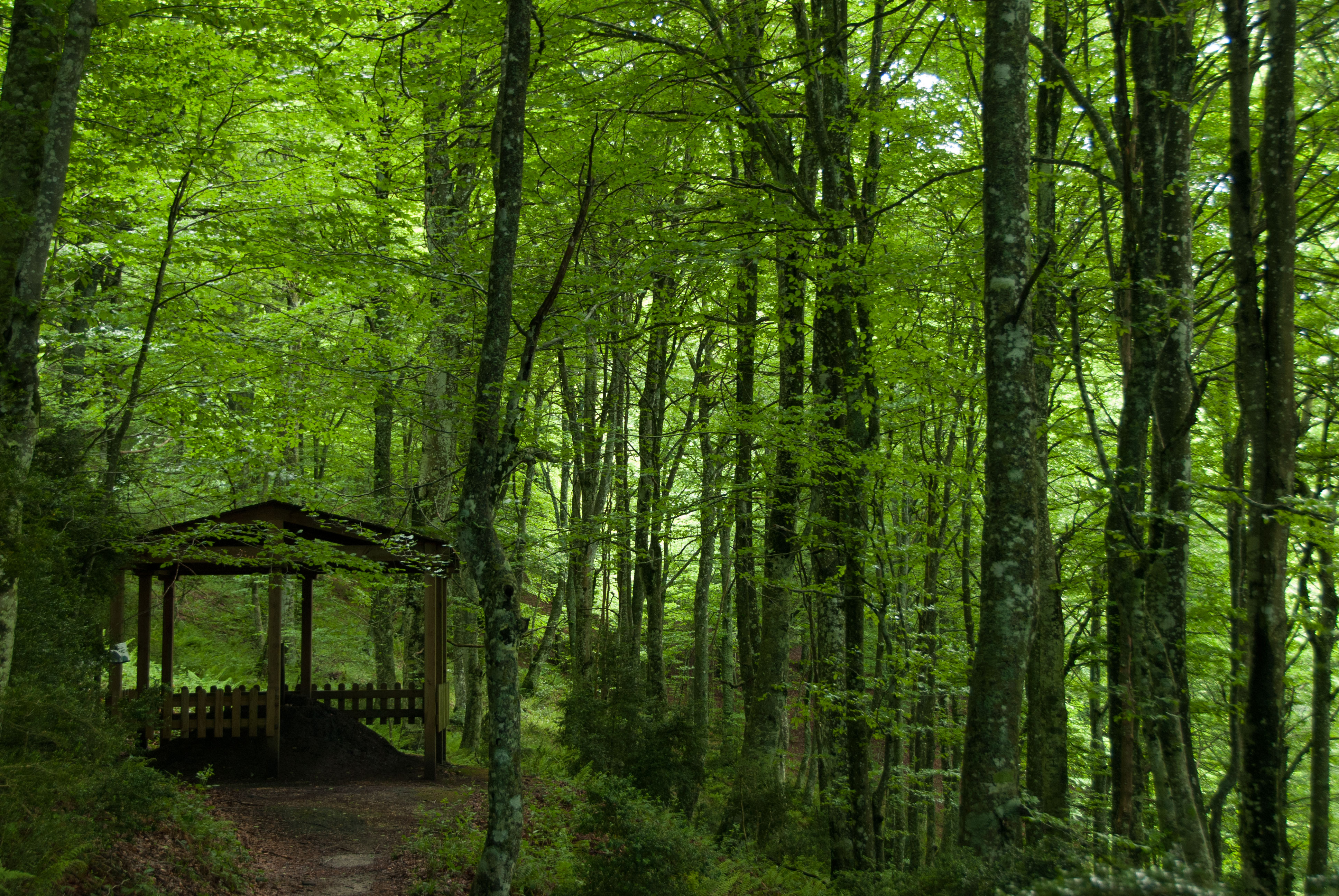
Carbonera en la sierra Cantabria.

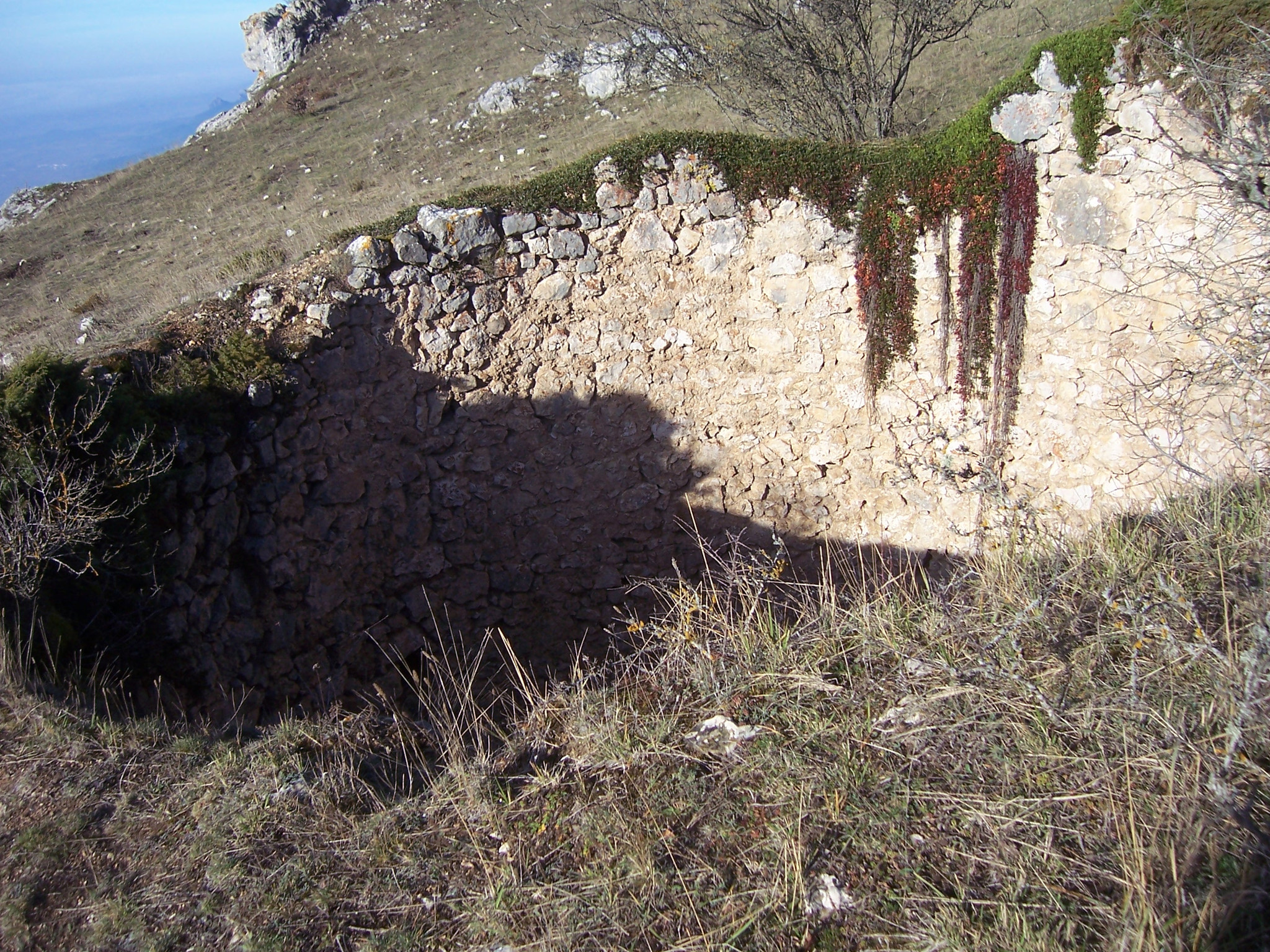
Pared de una de las neveras de la sierra de Toloño.

Las características antes señaladas han influido a lo largo de la historia en los diversos modos de producción sean ganaderos, agrícolas, forestales y/o de cualquier otro tipo.
Muchos de los picos aluden precisamente a esa acción antrópica como muestran los hagiotopónimos y orónimos de algunas de sus cumbres.
Ya desde la prehistoria tiene importancia.

Dentro del mundo dolménico no parece tener mucha base la idea generalizada de que los ejemplares de montaña estén subordinados cronológicamente a los de los llanos sobre todo si hablamos del área riojana y de la Llanada Alavesa (Andrés Rupérez, 1990: 145). Más bien parece haber diferencias cronológicas entre los dólmenes situados al Norte o al Sur de la Sierra de Cantabria. El análisis antropológico parece confirmar el carácter de “frontera” de la Sierra de Cantabria, al señalar predominio del tipo mediterráneo grácil al sur de ella y el pirenaico occidental al norte, con evidentes relaciones entre ambos.
 Rodríguez de la Esperanza, María Jesús: Metalurgia y metalúrgicos en el Valle del Ebro (c. 2900-1500 cal. a. C.).

En el yacimiento de Peña Parda (Laguardia) los resultados obtenidos en la investigación desarrollada han aportado interesantes datos sobre el paisaje vegetal existente en la ladera sur durante la Edad del Bronce. Peña Parda se sitúa en el piedemonte de la sierra de Cantabria en un relieve estructural que va descendiendo en graderío hacia el Ebro. Un experto sobre esta área geográfica y este campo de estudio es el catedrático Javier Fernández Eraso, al cual remitimos para la ampliación de esta temática.
Sirva como introductorio el siguiente texto:

Queremos reflejar aquí una experiencia acumulada a lo largo de casi veinticinco años de trabajos y excavaciones en los abrigos de la vertiente sur de la Sierra de Cantabria. La Sierra de Cantabria se emplaza en la zona meridional del Territorio de Álava. Está formada por calizas cretácicas que coronan un farallón rocoso en la zona más elevada y se disponen sobre formaciones conglomeráticas terciarias, compuestas por cantos areniscos con una mala cimentación caliza (OLLERO; ORMAETXEA, 1997). La formación de la Sierra se produce por causa del cabalgamiento sur-pirenaico. Por su emplazamiento señala el paso del Medio al Alto Valle del Ebro y supone el cierre de la depresión del Ebro por el norte. En la Sierra se abren una serie de oquedades que han sido ocupadas durante la Prehistoria Reciente bien en esas formaciones conglomeráticas, como son los casos de Peña Larga o de Los Husos I y II, bien en formaciones calizas en las que se localizan los abrigos de San Cristóbal o el de Peña Parda. Todos ellos se orientan bien al sur o hacia el sol naciente. El lugar en el que se emplazan en la sierra no llega a superar los 900 metros de altura, siendo el de Peña Larga el que se encuentra en la zona más elevada y los de Los Husos los más próximos a las cotas del valle.
Desde todos ellos, salvo de San Cristóbal, se domina el paisaje abierto de la Rioja Alavesa, hasta la vecina Sierra de Cameros.
 Fernández Eraso, Javier  & Polo Díaz, Ana: Establos en abrigos bajo roca de la Prehistoria Reciente: su formación, caracterización y proceso de estudio. Los casos de Los Husos y de San Cristóbal.

### Patrimonio etnográfico y artístico
También se aprovecharon los bosques para hacer carbón vegetal. Como todavía en la actualidad se puede apreciar por los restos dejados por esta actividad en el pasado. Existe una ruta de las carboneras en la que hay restos de tres.
Y también contó con dos neveras, una de ellas junto al Santuario del Toloño. La primera se construyó en 1678 y como era rentable se construyó una segunda en 1705. Se han restaurado recientemente.

#### Santuario de Toloño y ermita del Humilladero

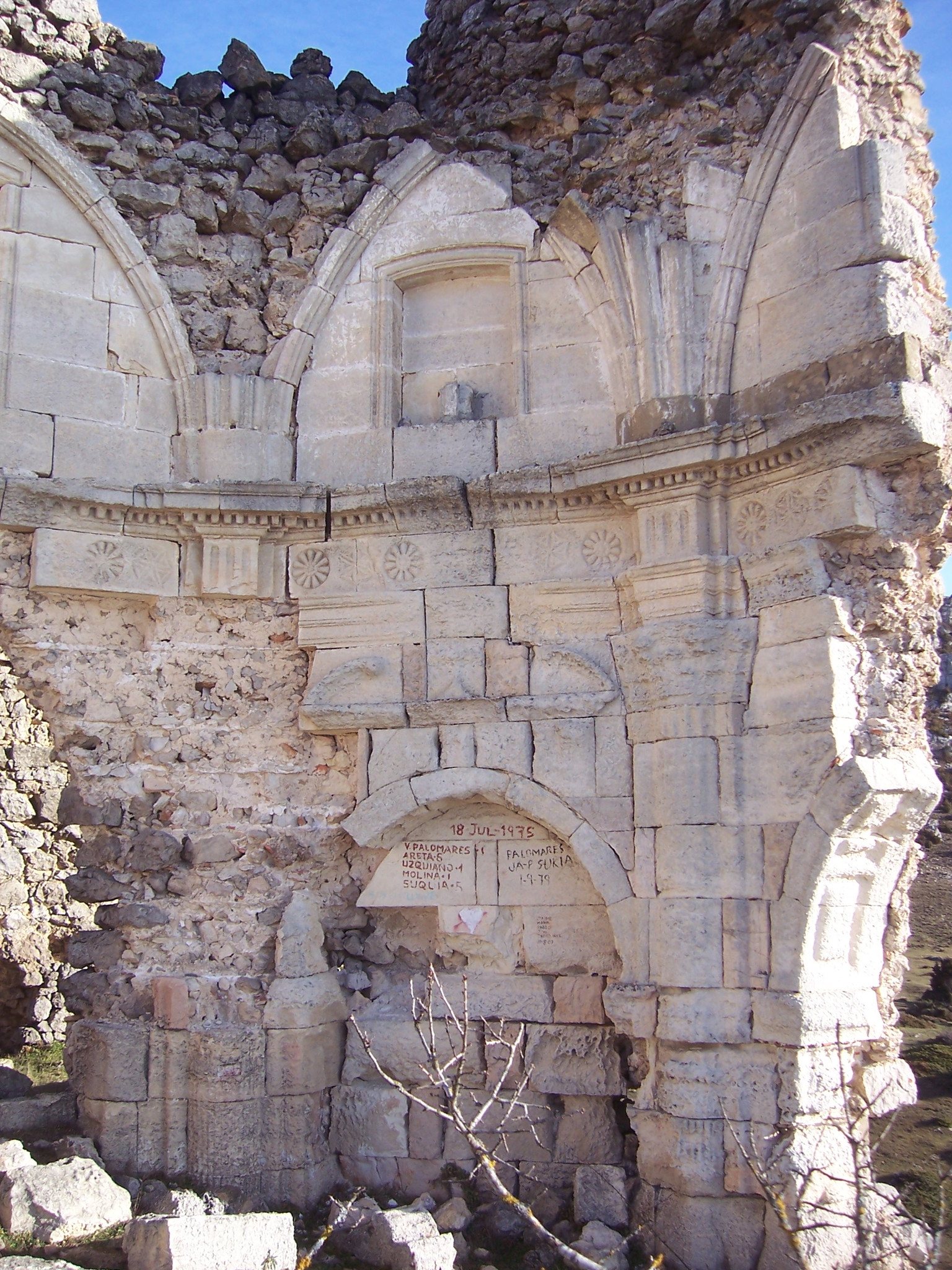
Restos de la capilla barroca del Santuario de Toloño.

El Santuario de Toloño, también llamado de Nuestra Señora de los Ángeles, se encuentra en un prado a 1201 m. Fue construido por la Orden de San Jerónimo entre el siglo XIV y XV, abandonándola en 1422 debido a la dureza del clima. Más tarde quedó a cargo de la Hermandad de la Divisa hasta finales del siglo XVIII. En 1835, durante la primera guerra carlista, sufrió un incendio que dejó en pie únicamente una parte de la capilla barroca.
Hay también una ermita del Humilladero a una altitud de 1070 m.

## Viticultura

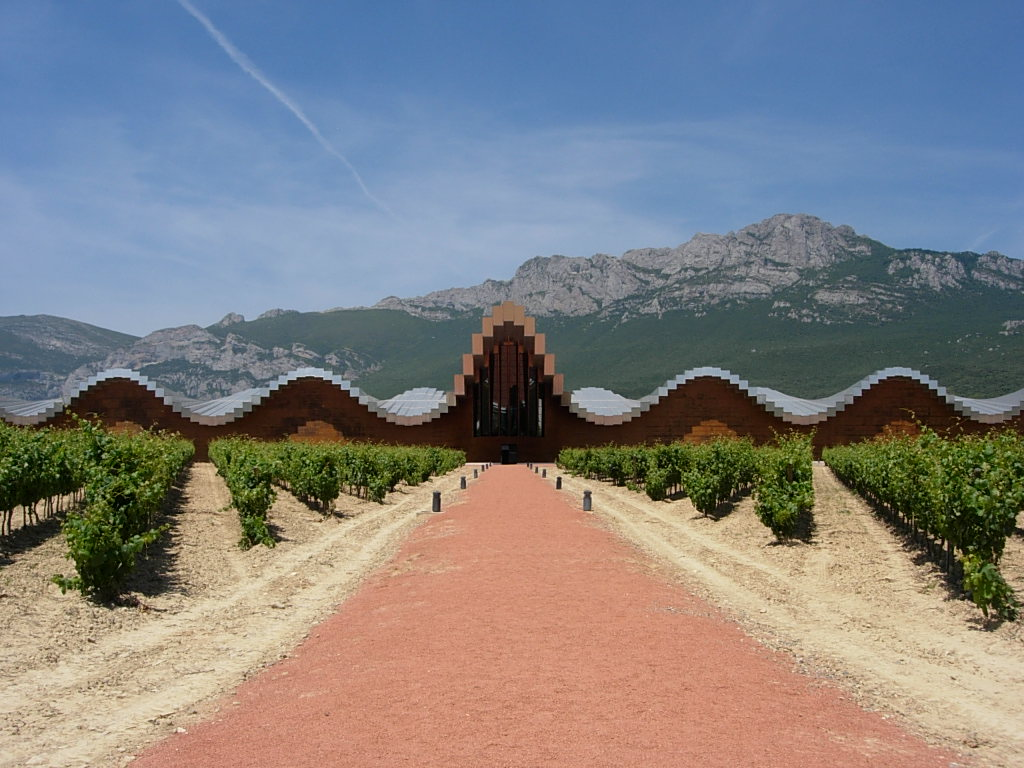
Bodegas Ysios. Cubierta ondulada como analogía de la sierra de Cantabria que se ve al fondo.

La protección de esta sierra permitió el cultivo de cereales y sobre todo de la vid.
Relativamente próxima a esta área geográfica en la actualidad se dan vides silvestres de modo natural. Ello ha posibilitado el cultivo de tal especie desde periodos antiguos. Ya en la Edad Media la explotación de las vides era un cultivo extendido. Los lagares excavados en roca aparecen dispersos por el extremo sudoeste de Álava y estuvieron en actividad durante la expansión agraria de los siglos X-XIII. En las proximidades de Labastida se encuentran un total de 28 lagares individuales en rocas. Los lagares al aire libre son constructivamente muy simples, relacionados con las formas más arcaicas de elaboración de vino. Se construyeron excavados sobre afloramientos rocosos, siempre en ligera pendiente, con una pileta o superficie de pisado generalmente redondeada de unos 1,6 metros de diámetro y cerca de 20 centímetros de fondo; existen sin embargo ejemplares de plantas más cuadrangulares o incluso irregulares, aprovechando en parte un contorno natural.

En la actualidad se utiliza el orónimo sierra de Cantabria aplicado a la enología. A los pies de esta sierra se encuentra San Vicente de la Sonsierra, villa de gran tradición vinícola. Tal municipio alberga la bodega Sierra Cantabria.

## Rutas y enoturismo
La sierra de Toloño es una zona idónea para practicar senderismo, destacando los siguientes itinerarios:
- la antigua Ruta de los Carboneros;
- la Ruta del Vino.[92]
- la Travesía Sierra de Cantabria, con más de 40 kilómetros de recorrido, incluida por la Federación Vasca de Montaña como una de sus actividades en Álava.

Los principales accesos a la sierra son:
- desde Salinillas de Buradón a 500 m de altitud;

- desde San Ginés, junto a Labastida a 640 m de altitud;
- desde el puerto de Rivas de Tereso a 945 m de altitud;
- desde Berganzo a 595 m de altitud.